# Johann Wilhelm Spengel

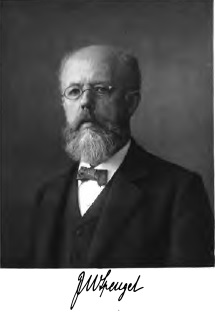
Johann Wilhelm Spengel.

Johann Wilhelm Spengel, född 19 februari 1852 i Hamburg, död 13 april 1921, var en tysk zoolog.
Spengel blev 1887 professor i zoologi i Giessen.  Han utgav från 1886 den mycket spridda facktidskriften Zoologische Jahrbücher och från 1907 Ergebnisse und Fortschritte der Zoologie. Hans mest betydande arbeten behandlar morfologin av Gephyrea och Enteropneusta, såsom Die Enteropneusten des Golfes von Neapel (1893); anmärkningsvärda är även Zweckmässigkeit und Anpassung (1898) och Über Schwimmblasen, Lungen und Kiementaschen der Wirbeltiere (1904). Spengel blev ledamot av Vetenskapssocieteten i Uppsala 1914 och av svenska Vetenskapsakademien 1915.